# Smedjebacken (commune)
La commune de Smedjebacken est une commune du comté de Dalarna en Suède. 10 712 personnes y vivent. Son siège se trouve à Smedjebacken.

## Localités
- Åsmansbo
- Björsbo
- Björsjö
- Gubbo
- Hagge
- Huggnora
- Jobsbo
- Larsbo
- Lernbo
- Malingsbo
- Nor
- Nyfors
- Österbo
- Saxehammar
- Söderbärke
- Smedjebacken
- Tolvsbo
- Vad
- Vanbo